# Cassida elongata
Cassida elongata es un insecto coleóptero de la familia Chrysomelidae.
Fue descrita científicamente en 1893 por Weise.